# Soft tenis na Igrzyskach Azjatyckich 2018
Soft tenis na Igrzyskach Azjatyckich 2018 – jedna z dyscyplin rozgrywana podczas igrzysk azjatyckich w Dżakarcie i Palembangu. Zawody odbyły się w dniach 28 sierpnia – 1 września w Jakabaring Sport City w Palembangu. Do rywalizacji w pięciu konkurencjach przystąpiło 116 zawodników z 14 państw.

## Uczestnicy
W zawodach wzięło udział 116 zawodników z 14 państw.
| Reprezentacja    | Liczba zawodników |
| ---------------- | ----------------- |
| Chiny            | 5                 |
| Chińskie Tajpej  | 10                |
| Filipiny         | 10                |
| Indie            | 10                |
| Indonezja        | 10                |
| Japonia          | 10                |
| Kambodża         | 7                 |
| Korea Południowa | 11                |
| Korea Północna   | 4                 |
| Laos             | 7                 |
| Mongolia         | 10                |
| Pakistan         | 8                 |
| Tajlandia        | 10                |
| Wietnam          | 4                 |
| 14 reprezentacji | 116               |

## Medaliści
| Konkurencja      | Złoto                                                                                        | Srebro                                                                                      | Brąz |           |
| Mężczyźni        | Mężczyźni                                                                                    | Mężczyźni                                                                                   | Mężczyźni | Mężczyźni |
| ---------------- | -------------------------------------------------------------------------------------------- | ------------------------------------------------------------------------------------------- | --- | --------- |
| Gra pojedyncza   | Kim Jin-woong                                                                                | Alexander Elbert Sie                                                                        | Kim Dong-hoon | [ 3 ]     |
| Gra pojedyncza   | Kim Jin-woong                                                                                | Alexander Elbert Sie                                                                        | Prima Simpatiaji | [ 3 ]     |
| Zawody drużynowe | Korea Południowa · Jeon Jee-heon · Kim Beom-jun · Kim Donghoon · Kim Jin-woong · Kim Ki-sung | Japonia · Hayato Funemizu · Taimei Marunaka · Kento Masuda · Koichi Nagae · Toshiki Uematsu | Indonezja · M. Hemat Bhakti Anugerah · Irfandi Hendrawan · Gusti Jaya Kusuma · Alexander Elbert Sie · Prima Simpatiaji | [ 4 ]     |
| Zawody drużynowe | Korea Południowa · Jeon Jee-heon · Kim Beom-jun · Kim Donghoon · Kim Jin-woong · Kim Ki-sung | Japonia · Hayato Funemizu · Taimei Marunaka · Kento Masuda · Koichi Nagae · Toshiki Uematsu | Chińskie Tajpej · Chen Tsung-wen · Chen Yu-hsun · Kuo Chien-chun · Lin Wei-chieh · Yu Kai-wen                          | [ 4 ]     |
| Kobiety          |                                                                                              |                                                                                             | |           |
| Gra pojedyncza   | Noa Takahashi                                                                                | Cheng Chu-ling                                                                              | Yu Yuanyi | [ 5 ]     |
| Gra pojedyncza   | Noa Takahashi                                                                                | Cheng Chu-ling                                                                              | Dwi Rahayu Pitri | [ 5 ]     |
| Zawody drużynowe | Japonia · Misaki Hangai · Riko Hayashida · Rurika Kuroki · Kurumi Onoue · Noa Takahashi      | Korea Południowa · Baek Seol · Kim Ji-yeon · Kim Young-hai · Mun Hye-gyeong · Yoo Ye-seul   | Chińskie Tajpej · Chan Chia-hsin · Cheng Chu-ling · Huang Shih-yuan · Kuo Chien-chi · Lee Ching-wen                    | [ 6 ]     |
| Zawody drużynowe | Japonia · Misaki Hangai · Riko Hayashida · Rurika Kuroki · Kurumi Onoue · Noa Takahashi      | Korea Południowa · Baek Seol · Kim Ji-yeon · Kim Young-hai · Mun Hye-gyeong · Yoo Ye-seul   | Chiny · Feng Zixuan · Liu Yin · Ma Yue · Wang Yufei · Yu Yuanyi                                                        | [ 6 ]     |
| Mikst            |                                                                                              |                                                                                             | |           |
| Gra podwójna     | Cheng Chu-ling Yu Kai-wen                                                                    | Kim Ki-sung Mun Hye-gyeong                                                                  | Kim Beom-jun Kim Ji-yeon                                                                                               | [ 7 ]     |
| Gra podwójna     | Cheng Chu-ling Yu Kai-wen                                                                    | Kim Ki-sung Mun Hye-gyeong                                                                  | Riko Hayashida Toshiki Uematsu                                                                                         | [ 7 ]     |

## Tabela medalowa
| Pozycja | Reprezentacja    | Złoto | Srebro | Brąz | Razem |
| ------- | ---------------- | ----- | ------ | ---- | ----- |
| 1.      | Korea Południowa | 2     | 2      | 2    | 6     |
| 2.      | Japonia          | 2     | 1      | 1    | 4     |
| 3.      | Chińskie Tajpej  | 1     | 1      | 2    | 4     |
| 4.      | Indonezja        | 0     | 1      | 3    | 4     |
| 5.      | Chiny            | 0     | 0      | 2    | 2     |
| Razem   | Razem            | 5     | 5      | 10   | 20    |